# ベアーテ・エリクセン
ベアーテ・マリエ・エリクセン（Beate Marie Eriksen 1960年10月9日-）は、ノルウェーの女優。映画監督。彼女は1985年にノルウェー演劇アカデミー（Teaterhøgskole）を卒業後、オスロ新劇場（Oslo Nye Teater）やRiksteatretなどで演じ、国立劇場（Nationaltheatret）や他の劇場で活動した。
また、彼女はテレビドラマでも演じており、ソープオペラシリーズホテル・カエサル（Hotel Cæsar）に出演および監督をしている。彼女は第二次世界大戦のパイロットであるマリウス・エリクセンの娘であり、アルペンスキーヤーであるスタイン・エリクセンの姪にあたる。また、俳優のトラルフ・モースタットと結婚した。

## フィルモグラフィー

### 女優
| 年        | タイトル                    | キャラクター   |
| --------- | --------------------------- | -------------- |
| 1986      | Plastposen                  | Nurse          |
| 1994      | Over stork og stein         |                |
| 1996      | Familiesagaen de syv søstre | Valborg Løken  |
| 1998–2000 | Hotel Cæsar                 | Ingrid Iversen |

### 監督
| 年   | タイトル                 |
| ---- | ------------------------ |
| 1998 | Hotel Cæsar              |
| 2001 | Olsenbandens første kupp |